# Petro Pantsch

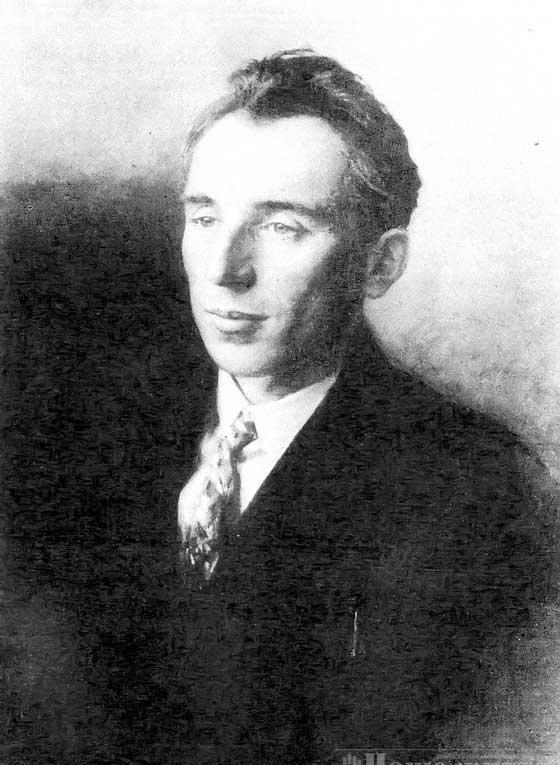
Petro Pantsch

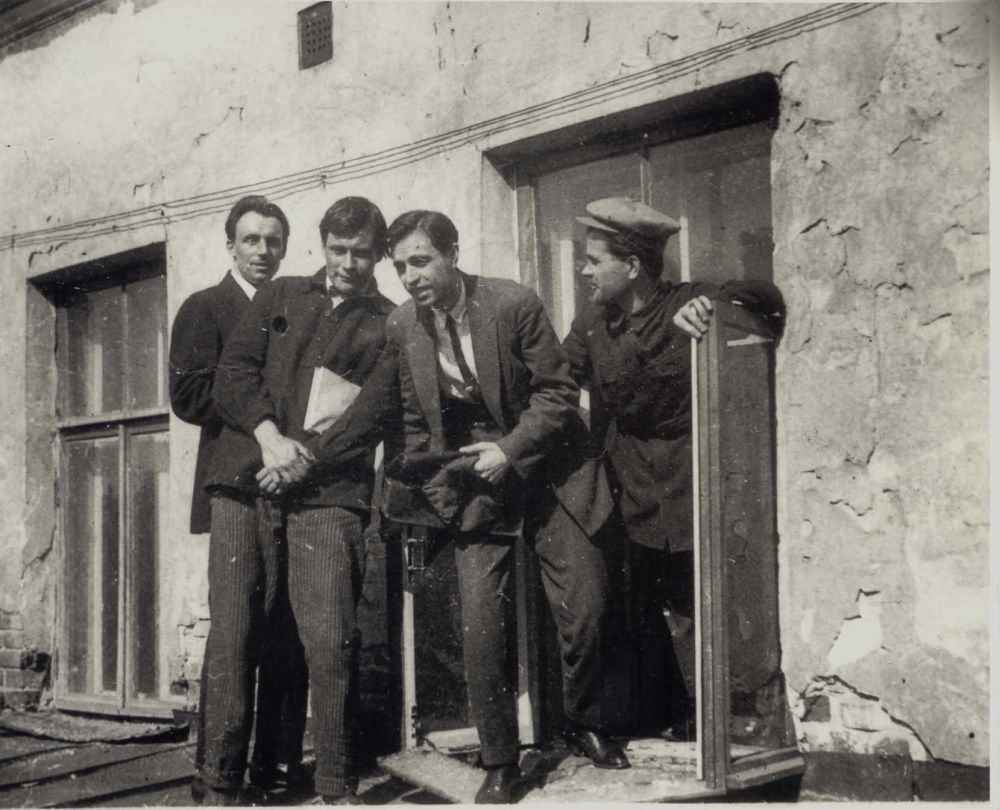
Charkiw, 1926. Von links nach rechts: Petro Pantsch, Majk Johansen, Wassyl Wraschlywyj, Hryhorij Epik

Petro Pantsch (ukrainisch Петро Панч, Transliteration Petro Panč, bürgerlicher Name Petro Jossypowytsch Pantschenko ukrainisch Петро Йосипович Панченко; * 22. Junijul. / 4. Juli 1891greg. in Walky, Gouvernement Charkow, Russisches Kaiserreich; † 1. Dezember 1978 in Kiew, Ukrainische SSR) war ein ukrainisch-sowjetischer Schriftsteller.

## Leben
Petro Pantsch studierte an der Hochschule für Vermessung in Poltawa und ab 1916 in Odessa. Danach war er Soldat der russischen Armee im Ersten Weltkrieg und zwischen 1917 und 1920 war er während des ukrainischen Unabhängigkeitskampfes zunächst Soldat der Truppen der ukrainischen Volksrepublik und daraufhin in der Roten Armee. 
In der Ukrainischen Sowjetrepublik war er Mitglied verschiedener Schriftstellerorganisationen in Charkiw, wo er von 1923 bis 1932 als Zeitungsredakteur tätig war. 1934 zog er nach Kiew und war dort ebenfalls als Redakteur tätig. Von 1940 an war er Mitglied der KPdSU.
Als Mitglied des ukrainischen Schriftstellerverbandes lebte er zwischen 1938 und 1958 im Rolit–Haus der Schriftsteller in Kiew, an dem später eine 2015 entwendete Gedenktafel von ihm hing. Während des Großen Vaterländischen Krieges war er in Ufa Chefredakteur der Literaturabteilung des Radiosenders „Sowjet-Ukraine“. Er starb 87-jährig in Kiew und wurde dort auf dem Baikowe-Friedhof bestattet.

## Werk
Seine ersten Veröffentlichungen waren Sammlungen von Kurzgeschichten über den Bürgerkrieg und die frühen Jahre der neuen ukrainischen Wirtschaftspolitik und wurden zwischen 1923 und 1926 publiziert.
Es folgte 1926/27 ein Zyklus von Novelletten, in denen er über Geschehnisse der vorrevolutionären Ukraine bis zur Oktoberrevolution und dem Ende des Ersten Weltkrieges schreibt.
Ab 1930 war sein Hauptthema die Zwangskollektivierung. Zudem schrieb er 1954 einen historischen Roman und 1965 seine Memoiren, des Weiteren schrieb er viele Kinderbücher. Seine Werke wurden in einer gesammelten Ausgaben von 5 Bänden zwischen 1971 und 1981 veröffentlicht. Seine Bücher waren frei von Formalismus in einem realistischen Stil verfasst. Aufgrund seiner Loyalität gegenüber der politischen Führung trug er nichts Neues zur Literatur bei, wurde jedoch als der Gründer der ukrainischen sowjetischen Prosa gefeiert.

## Ehrungen
Petro Pantsch erhielt zahlreiche Orden und Ehrungen, darunter zweimal den Leninorden, den Orden des Roten Sterns, das Ehrenzeichen der Sowjetunion, den Orden der Völkerfreundschaft sowie 1966 den Taras-Schewtschenko-Preis.